# Österreichische Handelsmarine

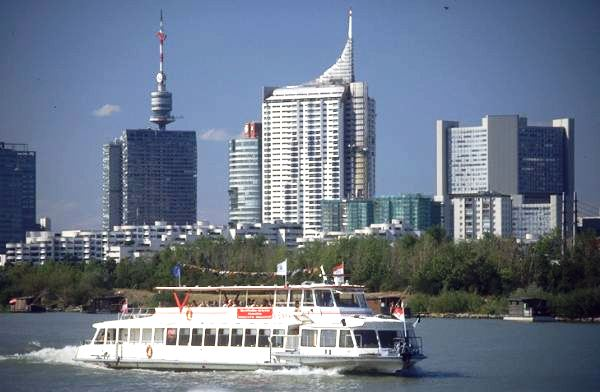
Schiff auf der Donau in Wien

Die österreichische beziehungsweise österreichisch-ungarische Handelsmarine entwickelte sich bis zum Ausbruch des Ersten Weltkriegs zur zehntgrößten Handelsmarine Europas mit rund 2000 Dampfschiffen – davon 200 in der internationalen Hochseeschifffahrt – mit einer gesamten Tonnage von etwa 740.000 BRT. Als Binnenstaat verfügt Österreich zwar heute noch über Reedereien in der Fluss- und Hochseeschifffahrt, allerdings fährt seit 2012 kein kommerzielles Hochseeschiff mehr unter österreichischer Flagge.

## Geschichte
Neben den der Fischerei dienenden Booten und Schiffen entwickelte sich im Österreichischen Küstenland zur Zeit der Habsburger mangels leistungsfähiger Straßen und Eisenbahnlinien eine Küstenschifffahrt, die zwischen den Hafenstädten die verschiedensten Waren und Lebensmittel hin- und hertransportierte.
In Österreich ansässige Manufakturen suchten Absatzmärkte für ihre Erzeugnisse und so entstanden Handelskompagnien, die diese Märkte erschlossen und im Gegenzug im Inland benötigte Waren und Rohstoffe importierten.
Die entstandenen Reedereien fuhren Liniendienst oder freie Schifffahrt mit Passagieren oder Fracht.
Die österreichisch-ungarische Handelsmarine verfügte vor dem Ausbruch des Ersten Weltkrieges über ungefähr 2.000 Dampfschiffe – davon etwa 200 Hochseedampfer – mit fast 740.000 BRT und war damit als zehntgrößte Handelsmarine Europas weltweit präsent. Darunter befanden sich 228 Dampfer mit 138.692 BRT und 2.267 Mann Besatzung der hauptsächlich in Fiume (Rijeka) etablierten ungarischen Handelsmarine.
Bestandteil der Handelsmarine war aber auch die Binnenschifffahrt mit der Donaudampfschiffahrtsgesellschaft als prominentesten Vertreter. Die DDSG war dermaßen dominant auf der Donau, dass ihre Geschichte lange Zeit auch die Geschichte der Donauschifffahrt erzählt. Ob auch die Schifffahrt auf den zahlreichen Seen Österreichs zur Handelsschifffahrt zählt, ist unklar. Vergessen werden soll sie hier aber nicht.

### Unter habsburgischer Herrschaft

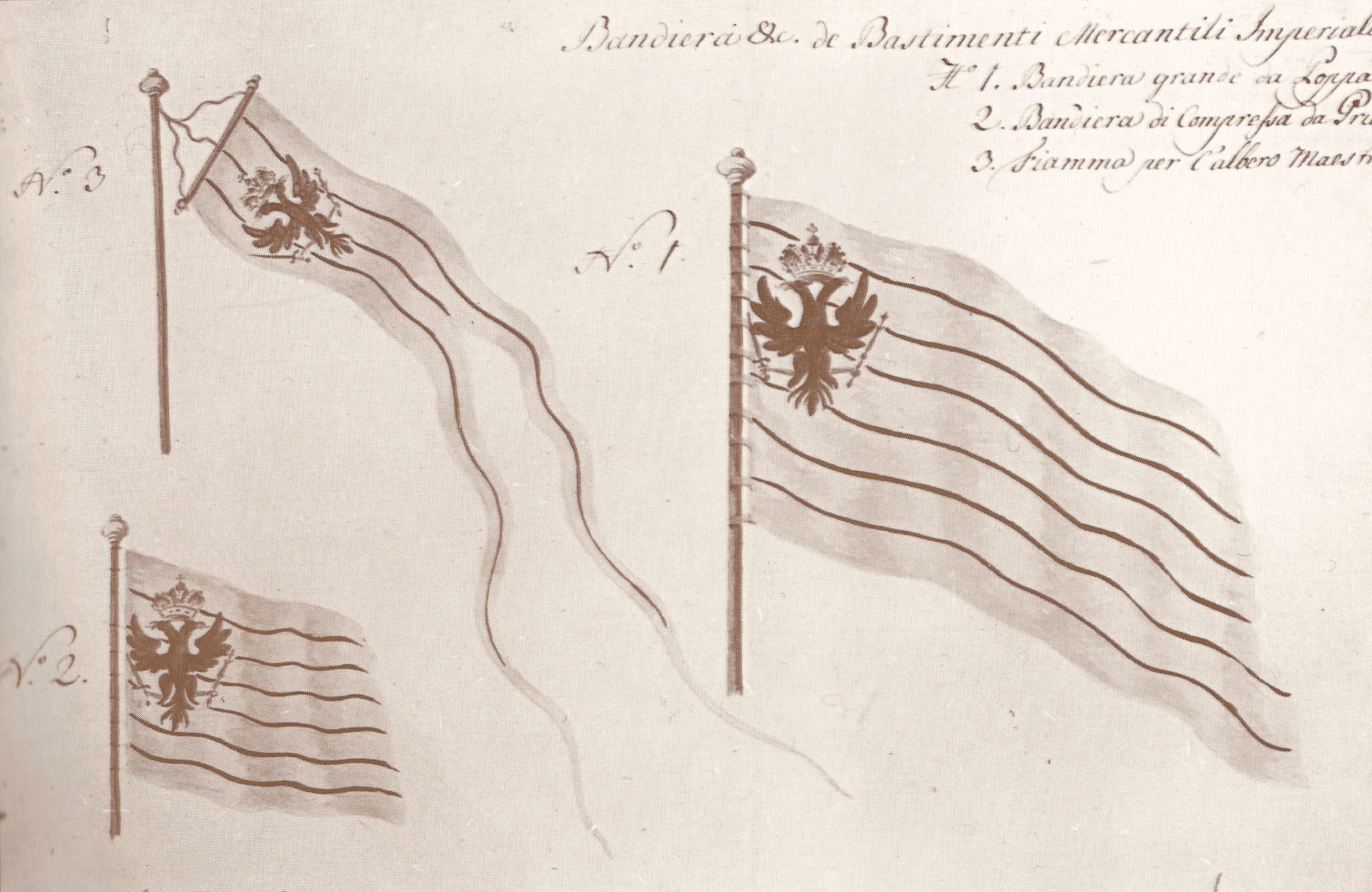
Die schwarz-gelbe Handelsflagge wurde 1749 für österreichische Schiffe amtlich vorgeschrieben. 1786 wurde sie durch die rot-weiß-rote Flagge ersetzt.

Ursprünglich beherrschte die Republik Venedig den Seehandel in der Adria und dem Mittelmeer. Diesem Umstand zum Trotz gab es Mitte des 15. Jahrhunderts auch in der österreichischen Hafenstadt Triest Schifffahrtsunternehmen. Zu dieser Zeit war neben dem Warenhandel (hauptsächlich Wein und Getreide) das Passagiergeschäft mit Pilgern nach Rom ein einträgliches Geschäft.
Ein Patent von Kaiser Karl VI. vom 2. Juni 1717 drohte, dass er jede den Schiffen seiner Untertanen zugefügte Belästigung in einer Art ahnden würde, als wäre sie einer seiner Provinzen widerfahren. Venedig verstand, und dies brachte für die Adriaschifffahrt den freien Verkehr. Gegen die nordafrikanischen, meist von Marokko aus operierenden Piraten war man allerdings machtlos, und so blieb nur der Handel in der Adria und mit der Levante im östlichen Mittelmeer, wo man in den Schiffen aus Venedig, der Stadtrepublik Ragusa (Dubrovnik) und dem Königreich Neapel harte Konkurrenz hatte. In einem weiteren Patent vom 18. März 1719 erklärte Karl VI. die Häfen von Triest und Fiume (kroat. Rijeka) zu Freihäfen.
1749 wurde die Verpflichtung zur Mitführung von Bordpapieren eingeführt. Jedes österreichische (erbländische) Schiff hatte Flaggenpatent und Pass mitzuführen als Grundlage des Rechts zur Führung der Flagge und des Schifffahrtsbetriebs überhaupt. Um ein solches Patent zu erhalten, musste ein förmlicher Eid über die Einhaltung besonderer Vorschriften und zur Wahrung des Ansehens der Flagge abgelegt werden. Für diesen Akt, von dem lediglich ganz kleine und Fischereifahrzeuge ausgenommen waren, war eine Gebühr zu entrichten. 1754 und 1755 musste Maria Theresia kräftige Finanzhilfe leisten, um den Untergang von Triest als Handels- und Schifffahrtszentrum zu verhindern.
Eine wichtige Einführung war das „Navigations-Edict“ aus dem Jahr 1774. Es enthielt präzise aufgelistet die Rechte und Pflichten von Hafenkapitänen, Schiffern und Schiffsbesatzungen. Für Schiffe für weitere Fahrten wurde ein Schiffsschreiber vorgeschrieben, die Heuerregelungen und die Borddisziplin wurden geregelt. Um den Beruf des Seemanns attraktiver zu machen, wurden jene, welche sich der Seefahrt, dem Schiffbau, oder der Fischerei widmeten und in die Seematrikel eintragen ließen, vom Militärdienst befreit. Mittellose Witwen von im Seedienst umgekommenen Seeleuten erhielten eine Pension.
Probleme bereiteten die Schiffsoffiziere. Es gab zu wenige von ihnen, und daher musste man sich irgendwie helfen. Obwohl eigentlich verboten, wurden trotzdem Ausländer als Kapitäne zugelassen. Oft kam es daher vor, dass formell ein Österreicher der Schiffskapitän war und ein ausländischer Kapitän das Kommando führte. Aus diesen Gründen wurde in Triest eine Schule für Mathematik und Nautik zur Heranbildung von Seeoffizieren österreichischer Nationalität gegründet. Die Schüler erhielten Stipendien. Außerdem wurde Fiume Sitz der ungarischen Nautischen Akademie (Ausbildung von Seeoffizieren für die ungarische Handelsmarine) sowie der k.k. Marineakademie (Ausbildung von Seeoffizieren für die gemeinsame Kriegsmarine).
1832 wurde in Triest der Österreichische Lloyd als Informationszentrum für die Schifffahrt gegründet, 1836 wurde die Dampfschifffahrtssektion ins Leben gerufen. Kaiser Ferdinand I. und Kaiserin Maria Anna besuchten 1844 Triest und unternahmen aus diesem Anlass auch eine Fahrt mit dem neuesten Lloyd-Dampfer „Imperator“. Am 18. September desselben Jahres ließ der Kaiser dem Gouverneur des Küstenlandes ein Schreiben zukommen, in dem er ihn anwies, „…der Direktion dieses Institutes darüber Meine volle Zufriedenheit zu erkennen zu geben und dieselbe Meines vorzüglichen Schutzes zu versichern…“.
Für die Handelsschifffahrt im Allgemeinen und für die Stadt Triest im Besonderen war die am 13. März 1850 durch Kaiser Franz Joseph I. erfolgte Grundsteinlegung für den Südbahnhof der ab 1857 durchgehend befahrbaren Eisenbahnlinie Wien – Triest wichtig. Die österreichische Bahnverwaltung bot später sogar einen eigenen „Adria-Tarif“ für den Frachtverkehr an. Im November 1868 wurde Fiume nach dem Ausgleich zwischen Österreich und Ungarn der ungarischen Reichshälfte als reichsunmittelbares Gebiet zugeteilt. Die ungarische Regierung investierte daraufhin massiv in den Ausbau des Hafens und machte ihn zum Konkurrenten von Triest.
Da die bisherigen Hafenanlagen den gestiegenen Anforderungen nicht mehr gewachsen waren, wurde 1867 mit dem Ausbau der Hafenanlagen begonnen, 1887 wurden sie abgeschlossen. In den Werften von Fiume wurden viele Schiffe für die Handels- und Kriegsmarine (zum Beispiel Szent István) gebaut. Todbringende Produkte aus Fiume waren aber auch die Torpedos der Whitehead-Werft. 1914 verfügte Fiume über drei wichtige Häfen: den Petroleumhafen (porte petrolio) in unmittelbarer Nähe der Petroleumraffinerie, den „Großen Hafen“ und den Holzhafen. Weiters gab es noch den Hafen der Marineakademie und den alten Weinhafen, der sich nur noch als Bootshafen präsentierte.
Mit Ausbruch des Krieges wechselten viele Offiziere der Handelsmarine die Uniform und traten als Reserveoffiziere ihren Dienst bei der Kriegsmarine an. Die Schiffe wurden für den Transport von Material und Truppen herangezogen, diesmal aber ohne die hilfreichen Leuchtfeuer und Leuchttürme, in der Bewegungsfreiheit eingeschränkt durch Minenfelder. Ungefähr acht Schiffe bildeten die Sanitätsflotte, zu Spitalsschiffen umgebaute Passagierschiffe. Während des vier Jahre dauernden Kriegs wurden der selbst im Krieg peniblen Bürokratie zufolge bis zum 20. Oktober 1918 148.797 Kranke und Verwundete transportiert.

#### Organisationen, Einrichtungen und Werften

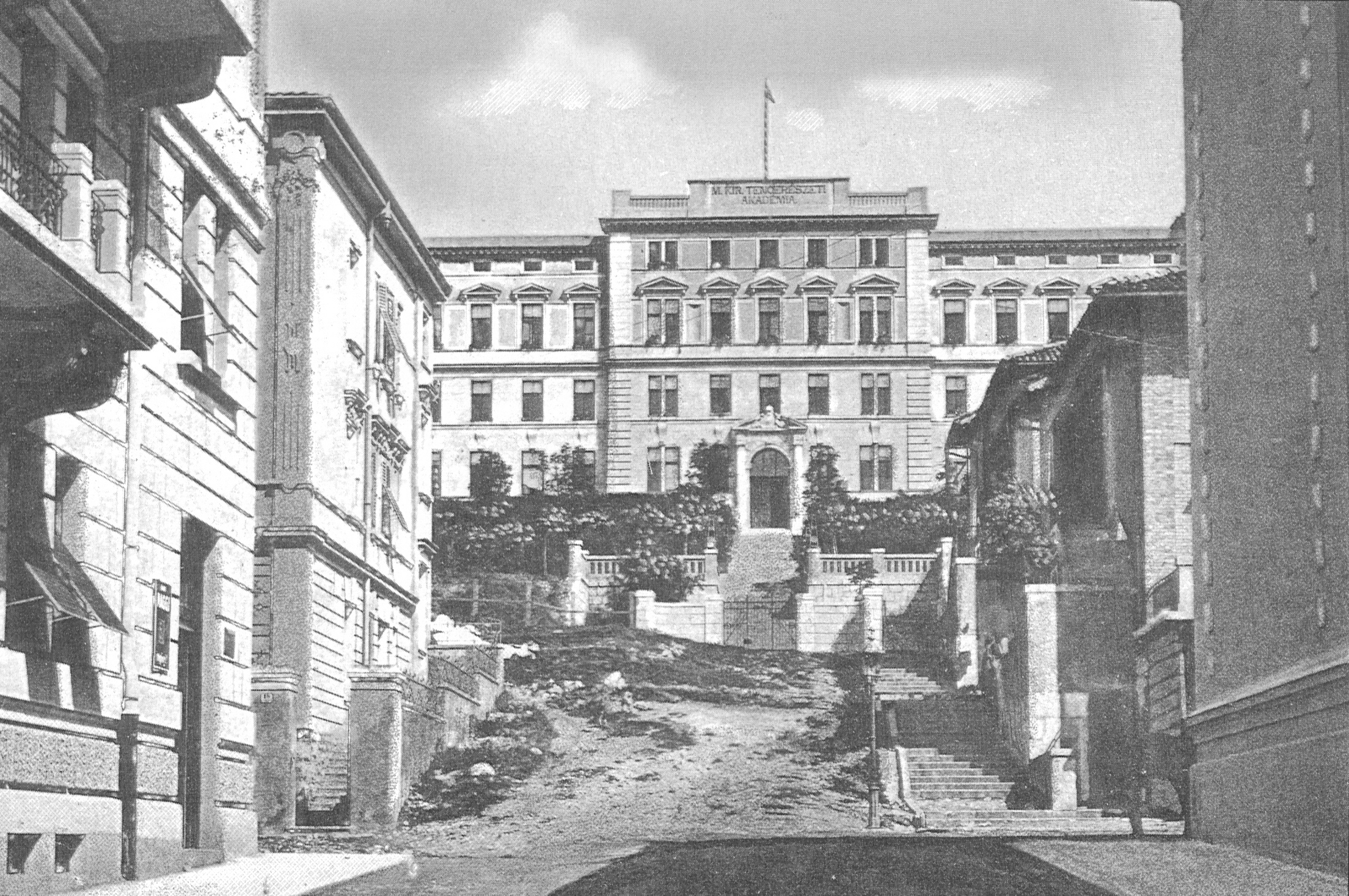
Die Nautische Akademie von Fiume

Oberste für die Handelsmarine zuständige Behörde war das k.k. Handelsministerium.
Ihm unterstand die am 1. Mai 1850 in Triest gegründete Seebehörde mit ihren Dienststellen, den Hafen- und Sanitätsanstalten. Diese unterteilten sich weiter in Hafenkapitanate, Hafendeputationen, Hafenagentien, Hafenexposituren und Seelazarette.
Durch den Ausgleich zwischen Österreich und Ungarn 1867/1868 wurde auch das Küstengebiet geteilt und damit die zuständige Verwaltung. 1870 traten an die Stelle der zentralen Seebehörde in Triest die Seebehörde in Triest, zuständig für das österreichisch-illyrisch-dalmatische Küstengebiet, und die Seebehörde in Fiume (Rijeka), zuständig für das ungarisch-kroatische Litorale.
Der österreichischen k.k. Seebehörde unterstanden die Hafen-Kapitanatsbezirke Triest, Rovigno (Rovinj), Pola (Pula), Lussino (Lošinj), Zara (Zadar), Spalato (Split), Ragusa (Dubrovnik) und Meljine. Unterbrochen wurde dieser von der italienischen bis zur montenegrinischen Staatsgrenze verlaufende Wirkungsbereich durch jenen der königlich-ungarischen Seebehörde in Fiume mit den Hafenkapitanaten Fiume, Buccari (Bakar), Porto Ré (Kraljevica), Selce, Zengg (Senj) und Carlobago (Karlobag).
Aufgaben der Seebehörden waren unter anderem die Regelung und Überwachung des Seeschifffahrtswesens sowie die Erstellung der nötigen Vorschriften und Verordnungen. Weitere Obliegenheiten waren die Instandhaltung von Häfen, Leuchttürmen und -feuern, aber auch die Versorgung und Unterstützung hilfebedürftiger Seeleute und deren Familien sowie die Errichtung von Ausbildungsanstalten für den Seedienst. Von diesen gab es vier:
- Nautische Sektion der k.k. Handels- und nautischen Akademie in Triest
- Nautische Schule Lussinpiccolo (Mali Lošinj)
- Nautische Schule Ragusa (Dubrovnik)
- Nautische Schule Cattaro (Kotor)

Um all diese vielfältigen Aufgaben verwirklichen zu können, besaßen die Seebehörden zahlreiche, für die unterschiedlichen Aufgaben ausgelegte Schiffe. So gab es sogar ein Felsenbohrschiff.
Die wichtigsten Hafen- und Werftenstädte Österreich-Ungarns waren Triest für die österreichische Reichshälfte und Fiume für die ungarische Reichshälfte. Dort, und in angrenzenden Gemeinden, bestanden neben den größten Werften, der Stabilimento Tecnico Fiumano (später Whitehead-Werft) und der Stabilimento Tecnico Triestino, auch zahlreiche weitere kleine und größere Werften. Für die Flussschifffahrt war die Schiffswerft Korneuburg von großer Bedeutung, ebenso wie die ÖSWAG-Werft in Linz.

#### Handelsgesellschaften und Reedereien der Hochseeschifffahrt

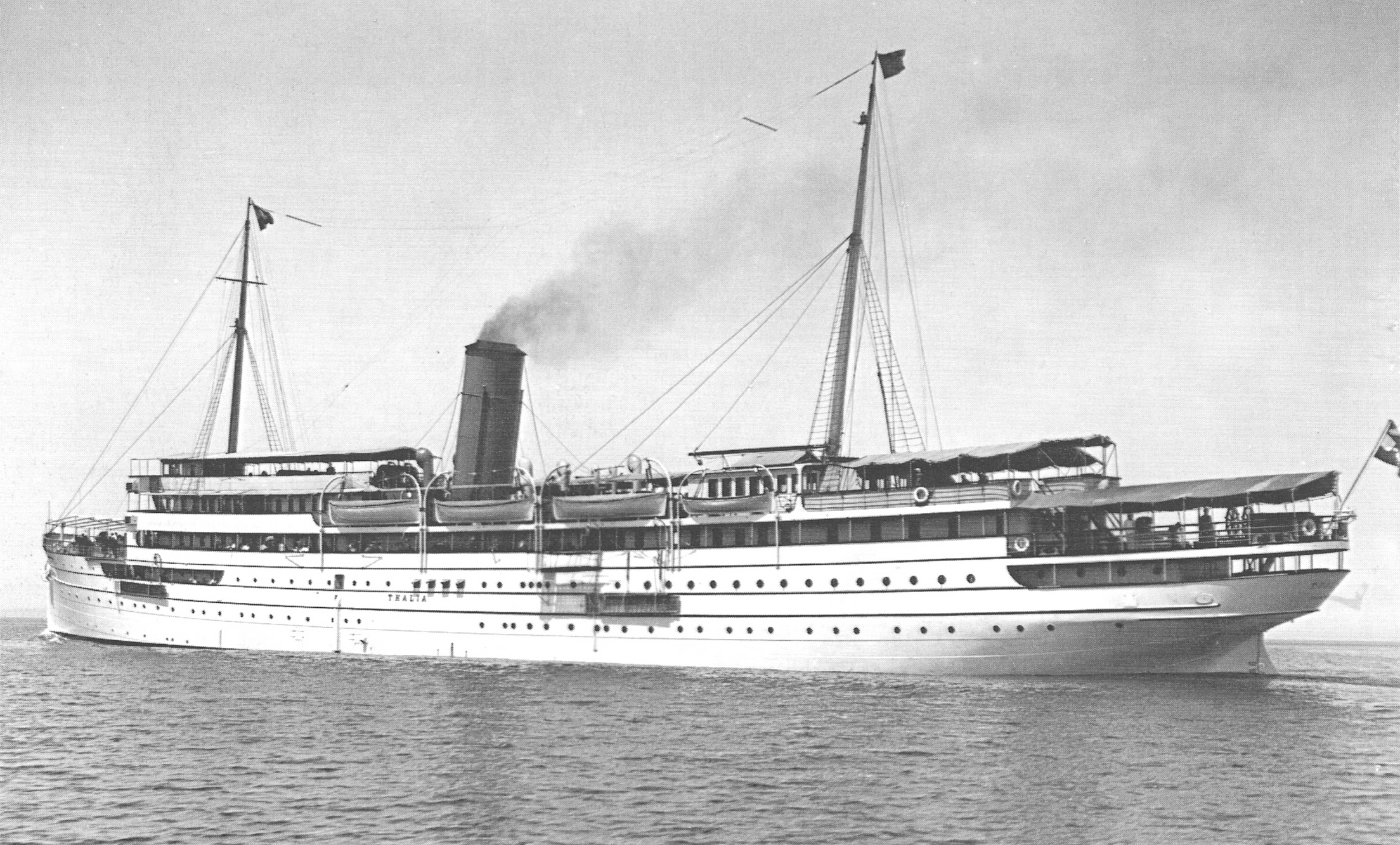
Der Vergnügungsdampfer Thalia des Österreichischen Lloyd zeigte „Reiselustigen“ die „schönsten und interessantesten Punkte des Mittelmeers“.

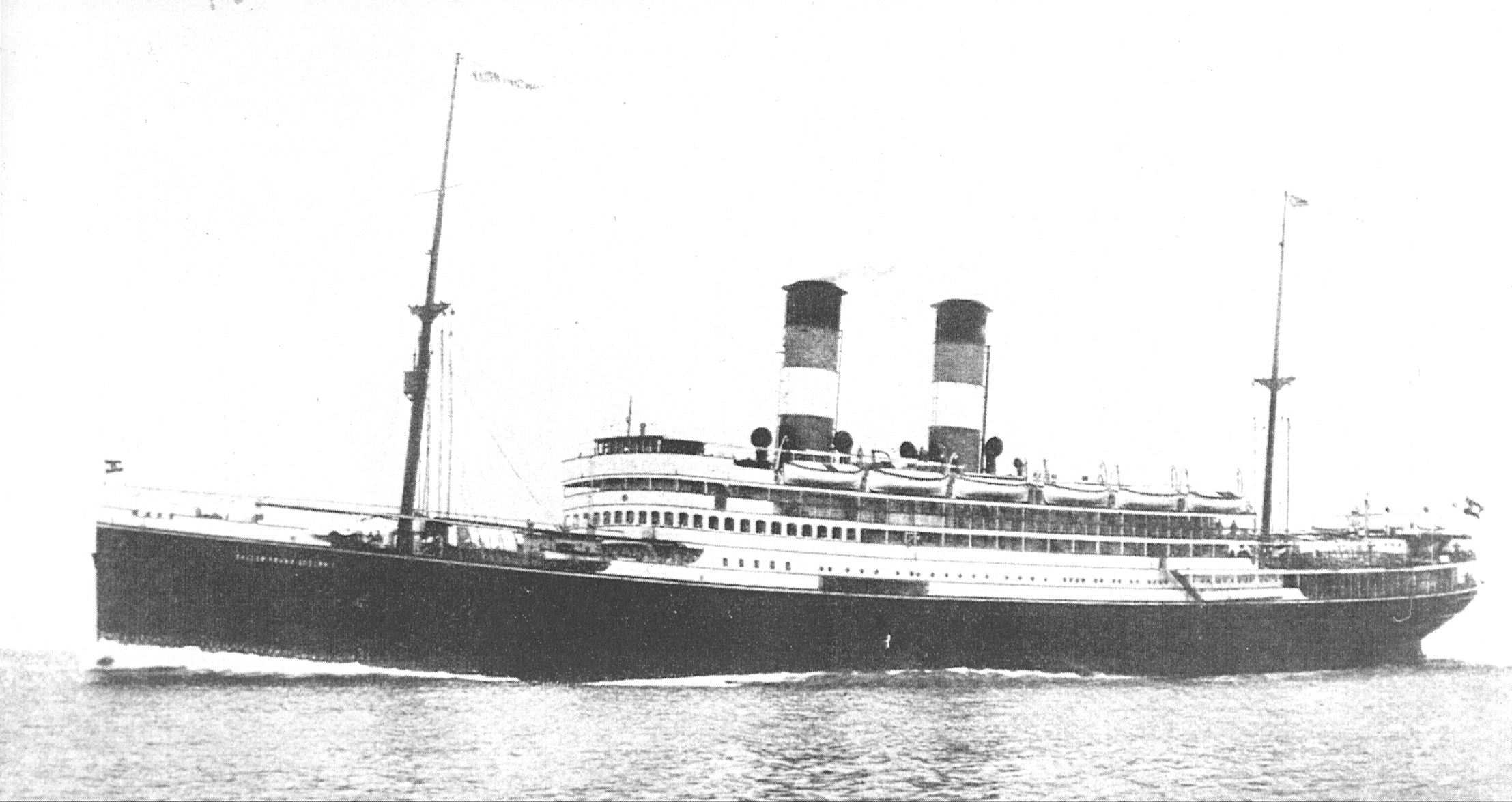
Die Kaiser Franz Joseph I. der Austro-Americana war das größte je fertiggestellte österreichische Handelsschiff

Die genannten Reedereien sind die größten und bekanntesten ihrer Zeit in Österreich, bzw. Österreich-Ungarn. Es gab aber auch zahlreiche Familienunternehmen mit nur einem Schiff.
- Erste Orientalische Handelskompagnie

Die Erste Orientalische Handelskompagnie wurde 1667 gegründet und handelte mit Tuchen und Eisenwaren, wobei sogar Persien erreicht wurde. Der Türkenkrieg 1683 brachte ihr Ende. Unklar ist allerdings, ob sie ihre Handelsbeziehungen auf dem Landweg oder dem Seeweg aufrechterhielt.
- Zweite Orientalische Handelskompagnie

Nach dem Frieden von Passarowitz mit der Türkei, welcher den österreichischen Kaufleuten die Freiheit des Handels und der Schifffahrt sowie die Befreiung von Abgaben im Osmanischen Reich brachte, wurde 1719 in Wien die Zweite Orientalische Handelskompagnie gegründet. Diese nahm den durch die Türkenkriege zusammengebrochenen Donauhandel wieder auf und wollte sich auf die Freihäfen von Triest und Fiume bei den geplanten Handelsbeziehungen mit Spanien, Portugal und Nordafrika stützen. Behindert in ihrer Entwicklung wurde die Zweite Orientalische Handelskompagnie durch die Konkurrenz durch Venedig und die schlechten Landwege. Das endgültige Ende brachte der Bankrott eines Lotterieunternehmens. Das Arsenal der „Orientalischen Compagnie“ in Triest wurde 1740 demoliert.
- Ostindische Handelskompagnie

Die 1719 in Ostende gegründete Ostindische Handelskompanie legte an der Gangesmündung in Banki Basar (1722) ebenso wie an der Ostküste Vorderasiens, an der Koromandelküste südlich von Madras (Sadatpatnam, 1719) und in Kanton Handelsniederlassungen an. Da England diese Handelskompagnie als Konkurrenz betrachtete, musste sie Kaiser Karl VI. als Preis für die Zustimmung zur Pragmatischen Sanktion 1731 auflösen. Der Betrieb wurde bereits 1727 eingestellt.
- Triestiner Ostindische Handelskompanie

Kapitän Wilhelm Bolts, zehn Jahre lang in Indien bei der britischen Handelskompanie beschäftigt und in Triest ansässig, überreichte Maria Theresia 1775 eine Denkschrift, in der er die Gründung einer österreichischen Handelsgesellschaft für den ostindischen Raum aufmerksam machte. Maria Theresia gestattete die Gründung einer Handelsgesellschaft, die mit kaiserlichen Privilegien ausgestattet wurde und deren Schiffe das Recht erhielten, die Reichsflagge mit dem Doppeladler zu führen. 1776 liefen die Schiffe „Joseph“ und „Theresia“ aus Triest aus. Im März 1777 wurde die Delagoa-Bucht an der Südostküste von Afrika erreicht, wo Kapitän Bolts von einem Häuptling den Hafen erwarb und ihn zur österreichischen Kolonie erklärte. Eine kleine Befestigung wurde errichtet und mit neun Kanonen bestückt.
Vermutlich um den Jahreswechsel 1777/1778 wurde die Fahrt unter Zurücklassung einer Besatzung von zehn Mann in Richtung Indischer Ozean fortgesetzt. Die Rückkehr nach Triest erfolgte nach einer Abwesenheit von vier Jahren. An Bord der Schiffe befand sich vor allem Salpeter, der zur Schießpulvererzeugung dringend benötigt wurde, aber auch Gewürze wurden mitgebracht. Die Flotte wurde daraufhin erweitert, und in den kleinen Kolonien wurde der Personalstand auf etwa 1.000 Mann aufgestockt. Die Geschäfte kamen um 1783 ins Stocken. Die Konkurrenz durch die übrigen Seemächte war zu stark, und außerdem mangelte es wohl an einheimischen Besatzungen und Offizieren für die Schiffe. Kaiser Joseph II. erklärte das Kolonialgeschäft als „sehr verworren“, der Handelsbetrieb wurde eingestellt und die Handelskompanie aufgelöst.
- DDSG

Die Erste Donau-Dampfschiffahrts-Gesellschaft war nach ihrer Gründung 1829 zunächst auf der Donau aktiv, ließ aber bereits 1834 ihren ersten Seedampfer Maria Dorotea in Triest bauen. Damit war dieses Schiff das erste mit Dampf betriebene Seeschiff Österreichs. In den Folgejahren war die DDSG vor allem im Schwarzen Meer, aber auch in der Ägäis und an der Levante bis Alexandria aktiv. Die Flotte wuchs rasch auf 6 Seeschiffe an, wurde aber 1845 an den Österreichischen Lloyd verkauft.
- Österreichischer Lloyd

Der Österreichische Lloyd wurde 1833 in Triest nach Vorbild von Lloyd’s in London gegründet. 1836 folgte die Gründung einer Schifffahrtslinie, deren ursprüngliches Hauptgeschäftsfeld die Levante war, hier auch die Post beförderte („Levantepost“) und nach der Eröffnung des Sueskanals erst bis Bombay und später bis Japan verkehrte. Der Lloyd avancierte rasch zur größten Reederei Österreich-Ungarns und betrieb bis zum Ausbruch des Ersten Weltkriegs 65 mittlere und große Dampfschiffe mit Tonnagen bis zu 9.000 BRT.
- Austro-Americana

Ziel der 1895 von Unternehmern und Spediteuren gegründeten Austro-Americana war die Einrichtung einer Frachtlinie nach Nordamerika und in den Golf von Mexiko mit Heimathafen Triest. Begonnen wurde mit vier in England gebraucht gekauften Schiffen, zu denen später weitere hinzukamen. Nach der Erweiterung der Flotte um 14 Dampfschiffe kamen ab 1904 die Personenschifffahrt und ein Auswandererdienst hinzu. 1906 kam das Recht hinzu, italienische Auswanderer in Palermo und Neapel aufzunehmen und in die USA zu bringen. Um unnötige Konkurrenz zu vermeiden, wurden die Einflussgebiete vertraglich mit dem Österreichischen Lloyd aufgeteilt. Die Austro-Americana betrieb neben der freien Schifffahrt unter anderem Linien nach New York, Philadelphia, New Orleans, Antillen, Buenos Aires und Montevideo.

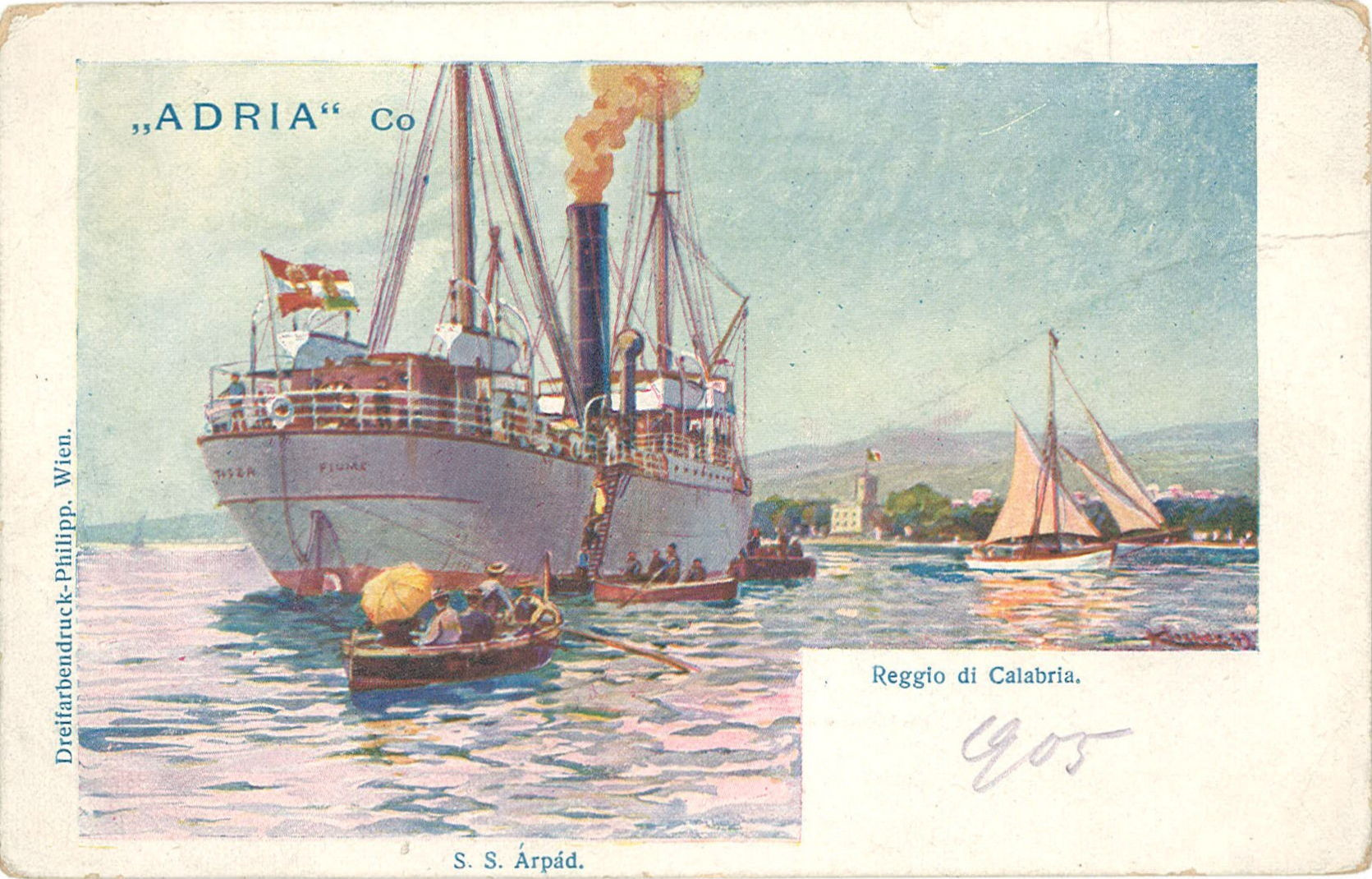
SS „Árpád“ (Sujet: A. Kircher), Ungarische Seeschiffahrts A.G. „Adria“

- Ungarische Seeschiffahrts A.G. „Adria“

1882 wurde die Ungarische Seeschiffahrts A.G. „Adria“ mit ursprünglichem Sitz in Budapest gegründet. Das erste Schiff lief am 15. Jänner 1882 aus. Drei Jahre später erstreckte sich der Liniendienst bis Malta, Tunis und Algier. 1891 stieg Ungarn aus dem seit 1870 gemeinsam geführten Lloyd wieder aus und konzentrierte sich auf die „Adria“. Der Liniendienst der späteren „königlich ungarischen Schiffahrts A.G. Adria“ führte unter anderem von Fiume aus nach Liverpool und Glasgow, in spanische portugiesische und französische Häfen, nach Hamburg und Brasilien. Die Linie nach Brasilien übernahm allerdings ab 1907 die Austro-Americana.
- Ungaro-Croata

Die Fusion zweier kleiner Dampfschiffsunternehmen des ungarischen Küstenlands kam unter Einfluss der ungarischen Regierung zustande und ergab die „Ungaro-Croata“. Bis 1914 verfügte diese Reederei über 49 Schiffe und fuhr von Fiume aus bis Albanien und betrieb die kleine Küstenschifffahrt in Dalmatien.

#### Freie Schifffahrt, Trampschifffahrt
Während der Österreichische Lloyd und die Austro-Americana hauptsächlich Personen- und Frachtschifffahrt im Linienverkehr betrieben, handelte es sich bei den hier genannten Reedereien um sogenannte Trampschifffahrer.
- Allgemeine Österreichische Schiffahrtsgesellschaft Gerolimich und Co, Triest
- Dampfschiffahrts-Aktiengesellschaft G. L. Premuda, Triest
- Dampfschiffahrtsgesellschaft Eredi Matteo Premuda und Co. Lussinpiccolo
- Dampfschiffahrtsgesellschaft Lussino, Lussinpiccolo
- Navigazione Libera Triestina – AG (NLT), Triest
- Reederei Carlo Martinolich und Figlio, Triest
- Reederei Diadato Tripcovich und Konsorten, Triest
- Reederei Giovanni Racich und Konsorten, Ragusa
- Reederei Marco und Martinolich und Konsorten, Lussinpiccolo
- Reederei Napried, Ragusa
- Reederei Tommaso Cossovich und Konsorten, Triest
- Reederei Unione, Ragusa

Gemeinsam besaßen die hier genannten Reedereien über 100 Dampfschiffe mit über 317.396 BRT.

#### Kleine Fahrt, Küstenschifffahrt

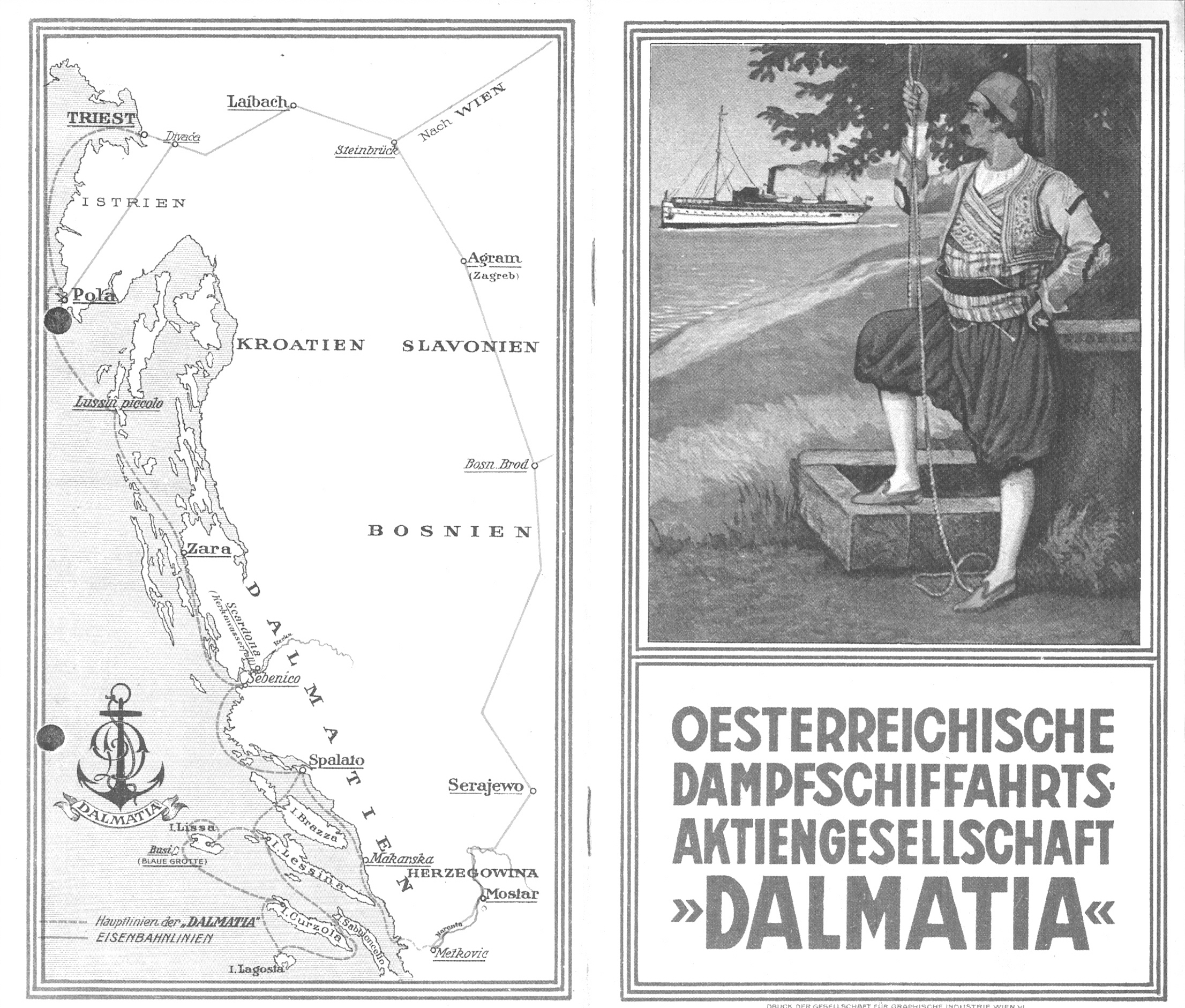
Das Liniennetz der Dalmatia um 1900

Die Unternehmer der kleinen Küstenfahrt besorgten zumeist den Transport an der dalmatischen und istrischen Küste.
- Österreichische Dampfschiffahrts-Aktiengesellschaft „Dalmatia“

Gegründet 1908 unter Beteiligung des Österreichischen Lloyd aus vier kleinen Reedereien, entwickelte sich zum bedeutendsten Unternehmen dieser Kategorie und betrieb etwa 30 Schifffahrtslinien im Raum Istrien-Dalmatien. 1914 verfügte diese Reederei über 33 Dampfer (zusammen 8.836 BRT).
- Dampfschiffahrts-Aktiengesellschaft „Ragusea“

Mit fünf Dampfern (zusammen 3.046 BRT) wurde der Dienst zwischen Triest und Cattaro versehen sowie eine Linie nach Bari bedient.
- Dampfschiffahrts-Aktiengesellschaft „Istria-Trieste“

Elf Schiffe mit gemeinsam 2.190 BRT versahen täglich den Postdienst zwischen Triest und dem Kriegshafen in Pula, weiters wurden verschiedene Linien bedient.
- Dampfschiffahrts-Gesellschaft „Jadran“ G.m.b.H., Spalato

Zwei Dampfer verkehrten wöchentlich zwischen Triest und Metcovich
- Dampfschiffahrts-Aktiengesellschaft „Austro-Croata“, Insel Veglia

Vier Dampfer im Liniendienst zwischen Ponte-Fiume (täglich), Fiume-Lovrana (4 × wöchentlich) und zu den Quarnerischen Inseln.

#### Donauschifffahrt
Ebenfalls Bestandteil der österreichischen (österreichisch-ungarischen) Handelsschifffahrt war die Binnenschifffahrt mit der Donaudampfschiffahrtsgesellschaft auf der Donau, die mangels exotischer Fahrziele und weniger Eindruck erweckenden Schiffe im Schatten der „Salzwasserflotte“ stand.
Die Geschichte der Binnenschifffahrt beginnt mit Flößen und Ruderschiffen, Einbäumen. Eines der wichtigsten transportierten Güter vor etwa 200 Jahren war Speisesalz aus der k.k. Saline Ebensee. Dieses wurde die Traun abwärts zur Donau transportiert und dort auf Flöße, deren amtlich geregelte Größe 60 Meter Länge und 15 Meter Breite nicht überschreiten durfte, umgeladen und weiter transportiert.
Zwischen 1813 und 1817 wurde immer wieder versucht, die Donau mit Dampfschiffen zu befahren, denn im Falle eines Erfolgs winkte ein k.k. Privileg. Doch niemand hatte dauerhaften Erfolg.
Erst 1829 hatte eine von den beiden Engländern John Andrews und Joseph Prichard mit einer von ihnen gegründeten Gesellschaft Erfolg und erhielten ein zunächst auf fünfzehn Jahre begrenztes Privileg zum Befahren der Donau. Mit der konstituierenden Generalversammlung am 13. März 1829 wurde die Gründung der Aktiengesellschaft vollzogen, die „Erste Donau-Dampfschiffahrts-Gesellschaft“ DDSG war geboren.
Am 26. Juli 1830 lief das erste Schiff („Franz I.“) der DDSG in Floridsdorf von Stapel. Des Erfolgs wegen wurden 1832 zwei weitere Dampfschiffe bestellt, die (wahrscheinlich) ebenfalls in der Werft in Floridsdorf gebaut wurden.
1834 begannen nach Plänen von Stefan Graf Széchenyi Arbeiten an der Schiffbarmachung des Donauabschnitts zwischen Drenkova und Juc. Im gleichen Jahr lief bei der Werft Panfilli in Triest ein Seedampfer von Stapel, um die Donaumündung mit Konstantinopel verbinden zu können.
1845 wurde allerdings die aus unterdessen sechs Schiffen bestehende Seeschifffahrt der DDSG an den Österreichischen Lloyd verkauft. Dieser verpflichtete sich jedoch, den regelmäßigen Verkehr nach Konstantinopel aufrechtzuerhalten.

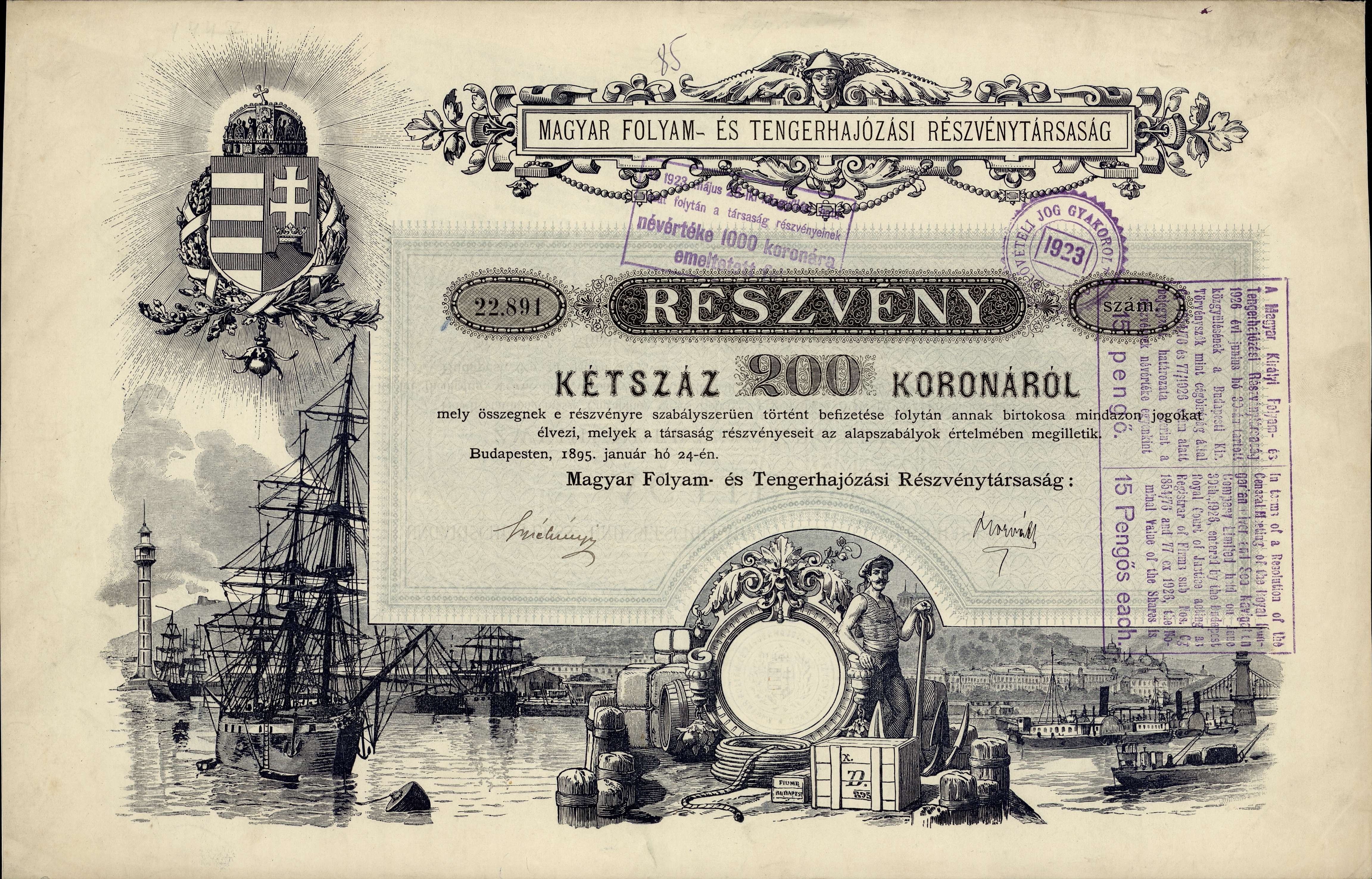
Gründeraktie der Magyar Folyam- és Tengerhajózási RT vom 24. Januar 1895

Der ungarische Handelsminister ordnete 1888 die Gründung einer eigenen Schifffahrtsgesellschaft an, welche im Besitz der ungarischen Staatsbahnen Magyar Allamvasutak (MÁV) stehen sollte und begründete dadurch die königlich-ungarische Donaudampfschifffahrt. Mit der Übernahme des Schienennetzes der Staats-Eisenbahn-Gesellschaft (St.E.G.) kam auch die St.E.G-Schifffahrt in ungarischen Besitz. 1895 wurde auf Grund politischer Streitereien in Ungarn die Donauschifffahrt der MÁV eingestellt. Als staatliche Schifffahrtslinie wurde am 24. Jänner 1895 die Királyi Magyar Folyam-és Tengerhajózási RT (MFTR) – der „königlich ungarischen Fluß- und Seeschifffahrt AG“ gegründet. Für den Schiffsbetrieb wurde der Bestand der MÁV, der Raaber (Győr) Dampfschiffahrts AG sowie einiger kleiner Reedereien übernommen.
Die Arbeiten, das Eiserne Tor passierbar zu machen, wurden 1896 abgeschlossen und in Anwesenheit von Kaiser Franz Joseph I. gefeiert.
Das Ende des Ersten Weltkriegs brachte sowohl der DDSG als auch der königlich ungarischen Fluß- und Seeschifffahrt AG den Verlust von Schiffen und Werfen an Nachfolgestaaten, aber natürlich auch veränderte Verkehrs- und Wirtschaftsverhältnisse.

#### Binnenseeschifffahrt
Die älteste bekannte Schifferinnung von Österreich ist die von Gmunden am Traunsee. Hauptsächlich wurde hier das Salz der Saline Ebensee transportiert, später auch Kalk für die Ebenseer Ammoniak & Sodafabrik. Der Traunsee war auch der erste See überhaupt, der von einem österreichischen Dampfschiff befahren wurde. Am 22. April 1839 fand die Probefahrt des Raddampfers Sophie statt, die Indienststellung erfolgte am 15. Mai 1839.
1853 begann die Dampfschifffahrt auf dem Wörthersee in Kärnten. Am 9. Oktober wurde der Raddampfer „Maria Wörth“, der den Wörthersee und den Lendkanal befuhr, in Dienst gestellt. 1913 wurde unter dem Bürgermeister von Klagenfurt, Ritter von Metnitz, die „Wörther-See-Dampfschiffahrtsgesellschaft der Stadtgemeinde Klagenfurt GmbH“ gegründet. Trotz mehrerer Namensänderungen im Lauf ihrer Geschichte besteht diese Schifffahrtslinie noch heute.
Ab dem Ende des Dreißigjährigen Kriegs entwickelte sich der Bodensee zum verkehrsreichsten Binnensee Europas. 1824 begann die Dampfschifffahrt. Erst am 15. September 1884 nahmen die ersten beiden österreichischen Dampfschiffe (Austria und Habsburg) der k.k. Bodensee-Dampfschiffahrtsinspektion Bregenz der k.k. Staatsbahnen den Dienst auf.
Auch auf den übrigen größeren Alpenseen folgten Schifffahrtsbetriebe, die sich des beginnenden Tourismus wegen vor allem der Personenschifffahrt widmeten.
Bekannt durch die Operette Das weiße Rößl, wurden sowohl die Wolfgangsee-Schifffahrt mit Dampfschiffen (seit 1873 der Raddampfer Kaiser Franz Joseph I.) und die Schafbergbahn (Beginn der Bauarbeiten im Jahr 1892).
Während des Ersten Weltkriegs mussten viele der Schifffahrtslinien auf Österreichs Binnenseen den Betrieb einstellen, da es an Kohle für den Betrieb der Dampfmaschinen mangelte.

### Aufteilung der Handelsflotten – Die Erste Republik
Mit dem Ende des Ersten Weltkriegs und des damit verbundene Verlusts eigener Häfen verlor die 1. Republik die bis dahin renommierte internationale Hochseeschifffahrt.
Die Schiffe der ehemaligen Österreichisch-Ungarischen Handelsmarine, die den Ersten Weltkrieg überstanden hatten, hatten laut den Pariser Vorortverträgen bis zur Klärung der neuen Besitzverhältnisse unter blau-weiß-blauer interalliierter Flagge zu fahren. Als dies geklärt war, ereilten die Reedereien unterschiedliche Schicksale:
- Hochseeschifffahrtsgesellschaften:
  - Der Österreichische Lloyd wurde unter italienische Verwaltung gestellt und 1921 zum Lloyd Triestino, der seinen Liniendienst bis ins neue Jahrtausend weiterbetrieb, in den 1970er-Jahren jedoch den Passagierverkehr aufgab.
  - Der Austro-Americana wurde von der Familie Cosulich übernommen und zur Unione di Navigazione S.A., und ab 1919 zur Cosulich Società Triestina di Navigazione – kurz: Cosulich-Linie. 1937 wurde die Gesellschaft nach einem Besitzerwechsel zur Italia – Società anonima di Navigazione.
  - Die ungarische Adria wurde ebenfalls von den Cosulichs übernommen und bis zur Pleite 1936 als Società anonima di Navigazione Marittima Adria weitergeführt.
- Küstenschifffahrtsgesellschaften:
  - Die Dalmatia, die Ungaro-Croata, die Kroatische Dampfergesellschaft, die Austro-Croata und mehrere kleinere Reedereien schlossen sich der neuen jugoslawischen Staatsreederei Jadranska Plovidba an, die in Sušak ein neues Handels- und Schifffahrtszentrum aufbaute, da die bisher wichtigsten Häfen – Triest und Fiume – von Italien besetzt waren.
  - Die Navigazione Libera Triestina (NLT) behielt ihren Namen bei und wurde als nunmehr italienische Gesellschaft bis zur Pleite 1936 fortgeführt.

#### Donauschifffahrt

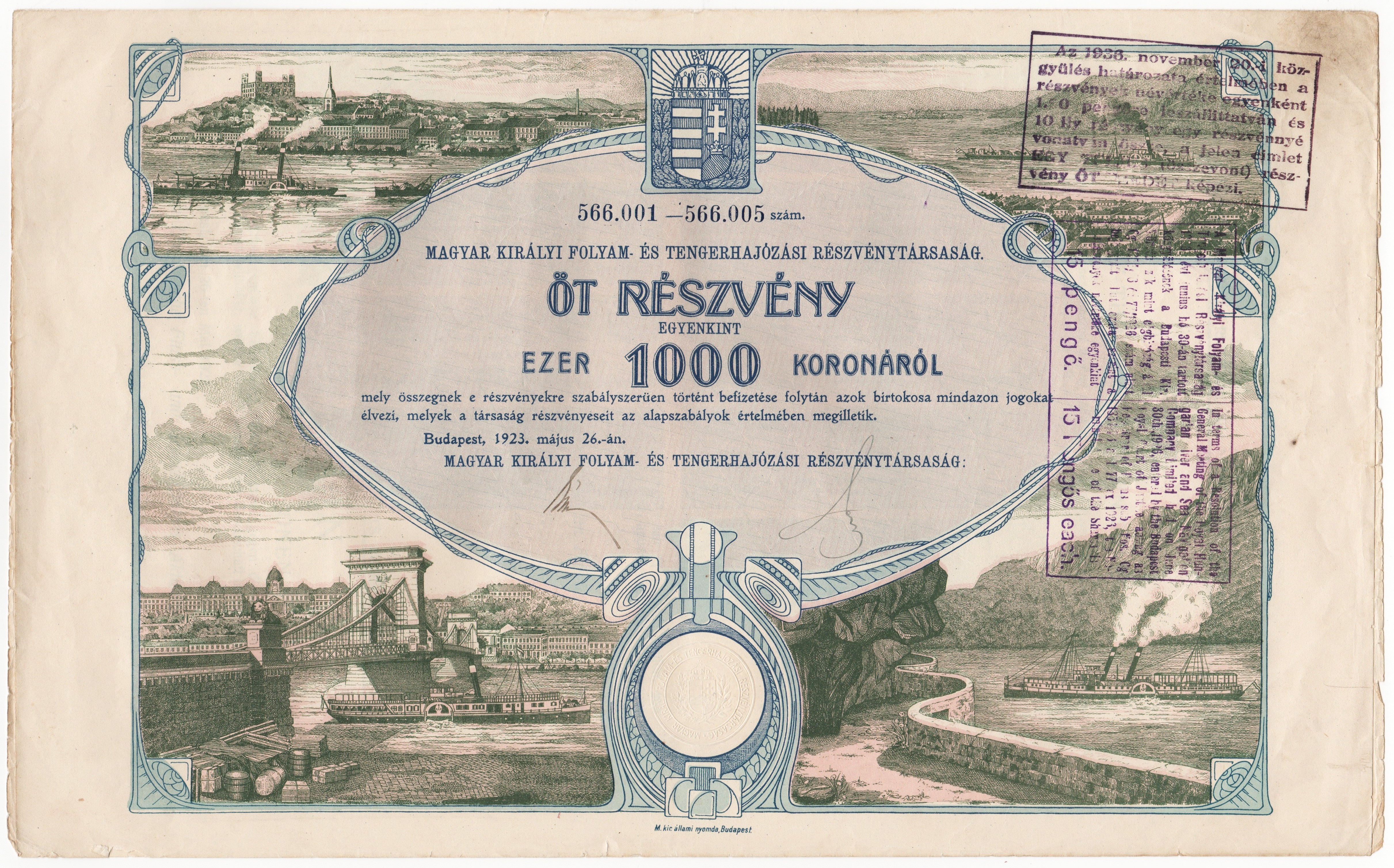
Aktie der MFTR vom 26. Mai 1923

Nach dem Ersten Weltkrieg wurde in den Friedensverträgen mit Deutschland, Österreich, Ungarn und Bulgarien Bestimmungen verankert, welche die Schifffahrt auf der Donau jedem Staat und jeder Flagge gestattete. Zwei Kommissionen hatten darauf zu achten, dass die ungehinderte Schifffahrt auch tatsächlich möglich war. Die Europäische Donaukommission kontrolliert den Abschnitt von der Mündung bis Braila, und die Internationale Donaukommission wacht über die gesamte Flussstrecke.
1924 rückten die DDSG und die MFTR aus Ungarn enger zusammen und erwarben die Aktien der süddeutschen Donau-Dampfschiffahrts-Gesellschaft. 1927 trat der Bayerische Lloyd dieser Betriebsgemeinschaft bei. 1934 folgten Abkommen mit der tschechoslowakischen, der jugoslawischen und rumänischen Donauschifffahrt, welche bis zum Ende des Zweiten Weltkriegs ihre Geltung behielten.
Im Jahr 1935 wurde die DDSG mit staatlicher Hilfe und Kapital aus Italien saniert.

#### Binnenseeschifffahrt
Mit dem Ende des Ersten Weltkriegs und der Besserung der wirtschaftlichen Situation gingen die verschiedenen Schifffahrtslinien wieder in Dienst. Teilweise hatten sich die Besitzverhältnisse geändert. So wechselte der Besitz der Traunseeschifffahrt vom als Ausländer internierten Sohn des englischen Gründers Joseph John Ruston am 1. Jänner 1918 zu Rudolf Ippisch.
Die Schiffe der Bodenseeflotte änderten ihre Namen, sofern sie an die Doppelmonarchie erinnerten – eine Handlung, die wohl bei allen Schiffen unter österreichischer Flagge vorgenommen wurde. Die österreichischen Bodenseeschiffe gingen in den Besitz der Österreichischen Bundesbahnen über.
Auf dem Bodensee und auch auf den anderen Seen begann der Wechsel von den Dampfschiffen hin zu Motorschiffen.
Die Sensation des Wörthersees war kein „Wunderschiff“, sondern das in Pörtschach am Wörthersee stationierte Wasserflugzeug „Nelly“. Mit diesem Veteranen der k.u.k. Marinefliegerei wurden Rundflüge veranstaltet. Der Plan einer Linienverbindung zum Millstätter See und zum Ossiacher See wurde allerdings nie verwirklicht. Nach dem Anschluss Österreichs an das Dritte Reich erhielt „Nelly“ noch das Hakenkreuz aufgemalt, dann verschwand sie von der Bildfläche.

#### Hochseeschifffahrt
Die Erklärung über die Anerkennung des Flaggenrechtes der Staaten ohne Meeresküste von Barcelona aus dem Jahre 1921 sicherte Staaten ohne Meeresküste das Recht zu, Seeschifffahrt unter ihrer Flagge auszuüben. In Österreich wurde dies von der Vega-Reederei mit Sitz in Wien genützt, die vom ehemaligen U-Boot-Kommandanten Georg Ludwig von Trapp gemeinsam mit Gleichgesinnten gegründet wurde. Die Reederei hatte eine Zweigniederlassung in Hamburg und war vor allem in der Nord- und Ostsee aktiv.

### Während des Nationalsozialismus
Der Anschluss Österreichs an das Dritte Reich ließ die rot-weiß-rote Flagge bis 1945 von den Gewässern verschwinden.

#### Binnenseeschifffahrt
Die Treibstoffrationierung während des Zweiten Weltkriegs brachte diesmal die Stilllegung der modernen Motorschiffe. Lediglich ein Notbetrieb mit den veraltenden Dampfern war noch möglich.
Während sich gegen Kriegsende die Front dem Bodensee näherte, beschloss die Kreisleitung der Lindauer NSDAP, die Schiffe der Bodenseeflotte zu versenken, um sie nicht zu französischer Kriegsbeute werden zu lassen.
Die Deutsche Reichsbahn setzte eine geheimgehaltene Absprache mit der Schweizer Schifffahrtsinspektion in die Realität um und brachte die Schiffe in die Schweiz in Sicherheit. Im Juni 1945 kehrten die Schiffe unter französischer Aufsicht in die Heimathäfen zurück.
Ab 1942 übernahmen die Schiffe auf dem Wörthersee auch den Posttransport, trotzdem wurden die Fahrpläne zusammengestrichen und nur kleine Motorschiffe eingesetzt.

### In der Zweiten Republik
Nach dem Zweiten Weltkrieg wurden die österreichischen Werften verstaatlicht. 1974 entstand aus der Schiffswerft Korneuburg und der Schiffswerft Linz die Österreichische Schiffswerften AG Linz Korneuburg (ÖSWAG). In der folgenden Blütezeit stellte die ÖSWAG auch Hochseeschiffe für Länder des Nahen Ostens her. Hauptabnehmerland war aber bis zu dessen Zusammenbruch 1991 die Sowjetunion. Seit der Privatisierung und der wenig später gefolgten Schließung der Korneuburger Werft ist die ÖSWAG in Linz, seit 1992 ebenfalls privatisiert, die größte und zugleich die einzige Werft Österreichs, die Passagier- und Frachtschiffe für die Fluss- und Binnenseeschifffahrt Europas herstellt.

#### Donauschifffahrt
Der Zweite Weltkrieg hatte der DDSG nicht nur schwere Verluste an schwimmendem Material gebracht. In seiner Folge wurde dieses urösterreichische Unternehmen von den Sowjets plötzlich zum „Deutschen Eigentum“ erklärt. In der sowjetischen Besatzungszone befindliche Schiffe und Anlagen, wie die Schiffswerft Korneuburg wurden beschlagnahmt und als USIA-Betrieb weitergeführt.
Um die am oberösterreichischen Südufer der Donau liegenden Schiffe und Anlagen vor weiteren Beschlagnahmungen zu schützen, wurden sie von der österreichischen Regierung beschlagnahmt, womit es de facto zwei DDSG gab. 1952 wurde zwischen Österreich und der Sowjetunion ein Abkommen geschlossen, das den bisher in Linz liegenden DDSG-Schiffen die Wiederaufnahme des Betriebs ermöglichte. Die erste Fahrt eines DDSG-Schiffes über die Demarkationslinie von Linz nach Wien erfolgte 1954.
Ab dem 1. Oktober 1991 erfolgte eine Umstrukturierung der DDSG mit einer Teilung in die zwei neu gegründeten Tochtergesellschaften „DDSG-Donaureisen“ und „DDSG-Cargo“. Die DDSG-Cargo GmbH wurde 1993 an den Stinnes-Konzern verkauft. 1995 wurde der Beschluss zur Liquidation der „DDSG-Donaureisen GmbH“ durch den Verkauf der Fahrgastschiffe und einzelner Liegenschaften gefasst.

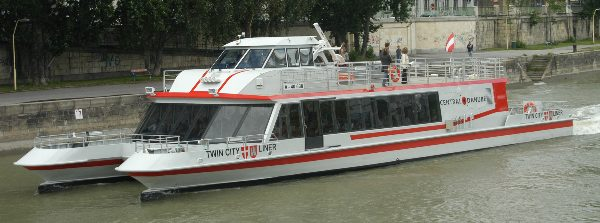
Der Twin City Liner im Donaukanal von Wien

An die Stelle der aufgelösten DDSG traten als Nachfolger die Käufer der Personenschiffe, aber auch Schiffsreisen von Westeuropäischen Reedereien, die dank des Rhein-Main-Donau-Kanals Reisen auf der Donau in ihr Programm aufnehmen konnten.
Am 1. Juni 2006 wurde mit dem neu gebauten Schiff „Twin City Liner“ der Linienverkehr zwischen Wien und Bratislava aufgenommen. Da durch die Abfahrtsstelle Schwedenplatz in Wien das langwierige Befahren der Schleusenanlage des Kraftwerks Freudenau vermieden wird, dauert die Fahrt vom Stadtzentrum Bratislava ins Stadtzentrum Wien etwa 75 Minuten.

#### Binnenseeschifffahrt
Dank einer französischen Sondergenehmigung konnte im Oktober 1945 mit dem Dampfer „Stadt Bregenz“ der Linienverkehr zwischen Bregenz und Konstanz wieder aufgenommen werden. Gefahren wurde unter französischer und österreichischer Flagge.
In die Schlagzeilen geriet 1964 die von den Österreichischen Bundesbahnen betriebene Bodenseeschifffahrt, als das neu erbaute Schiff auf den Namen „Karl Renner“ getauft werden sollte. Eine Demonstration von über 20.000 Personen setzte schließlich den Namen „Vorarlberg“ durch (siehe Fußachaffäre).
Neben der Modernisierung der Flotten brachte die Nostalgiewelle der Nachkriegszeit aber auch vor sich hin rostenden Dampfschiffen die Rettung. Am Wörthersee etwa wurde eine Bausteinaktion ins Leben gerufen, um den aus dem Jahr 1909 stammenden kleinen Dampfer „Thalia“ vor dem Verschrotten zu retten. 1988 wurde dieses Schiff nach vierzehnjähriger Liegezeit restauriert, modernisiert und wieder in Betrieb genommen.

#### Hochseeschifffahrt
Stefan Kreppel gründete 1951 den neuen Österreichischen Lloyd, der sich seitdem zu einer mittelständischen europäischen Reederei entwickelte. Im Jahr 2000 bestand die eigene Flotte aus 23 Hochseeschiffen (Containerschiffe, Bulkcarrier, Kühlschiffe, Spezialschiffe). Eine ehemals in Wien ansässige Tochterfirma („Österreichische Lloyd Ship Management“) betreute rund 50 Schiffe technisch und personell.
Weitere österreichische Hochseereedereien waren die Christian Klein GmbH, die Thule Reederei GmbH sowie die Österreichische Reederei AG.
Ab 1956 betrieb auch die VÖEST eine eigene Reederei mit Hochseeschiffen: die Ister Reederei mit Sitz in Bremen.  Die Reederei wurde jedoch 1987 veräußert und gänzlich in eine Partnerreederei integriert.

## Handelsflagge
Seit der Krönung Franz Stephans zum Kaiser 1745 verwendeten die Schiffe der von ihm beherrschten Toskana eine gelbe Flagge mit gekröntem Doppeladler. Maria Theresia führte 1748 eine abgewandelte Version für die von ihr beherrschte Habsburgermonarchie ein.
Die Handelsflagge war gelb mit dünnen schwarzen horizontalen Streifen, mit einem kleinen Adler im oberen Liek.
Kaiser Joseph II. führte 1786 neue Flaggen ein, welche nur für die Erbländer gelten sollten und für Kriegs- und Handelsschiffe identisch war.
Die rot-weiß-rote Flagge zeigte goldumrandet das österreichische Wappen und die römisch-deutsche Kaiserkrone. Nach der Niederlegung der römisch-deutschen Kaiserwürde durch Kaiser Franz I. 1806 wurde diese Krone durch eine geschlossene Krone ersetzt.

1867, nach dem Ausgleich zwischen Österreich und Ungarn, kam die zusätzliche Einführung einer Handelsflagge. Die rot-weiß-rote Flagge wurde in der Mitte geteilt. In der linken Hälfte befand sich das österreichische Wappen mit Krone, in der rechten Hälfte wurde der untere rote Balken durch einen grünen ersetzt und das ungarische Wappen eingefügt.

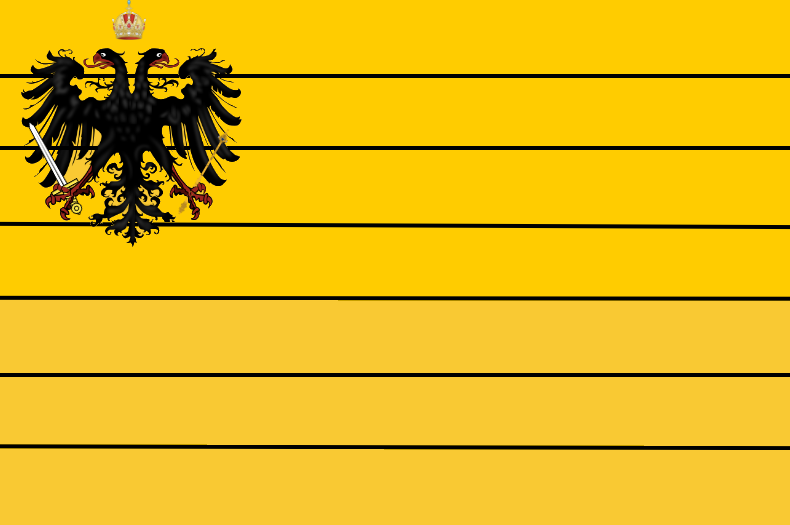
Erste Flagge der Handelsmarine bis 1786
Kriegs- und Handelsflagge 1787–1869
Handelsflagge 1869–1918
Seeflagge Österreichs seit 1918

## Unglücke
Im Folgenden werden einige der größten Schiffsunglücke österreichischer bzw. österreichisch-ungarischer Schiffe (vor 1918) genannt, sowie größere Schiffsunglücke auf österreichischen Binnengewässern.

### Beethoven
Für die Ausbildung zum Kapitän oder Steuermann war auch Dienst auf einem Segelschiff vorgeschrieben. Da diese aber immer mehr den Dampfschiffen weichen mussten, kaufte 1913 eine Reedergemeinschaft die im Hafen von Genua liegende, abgerüstete norwegische Viermast-Schonerbark „Beethoven“.
Nach der Neuausrüstung lief das Schiff zur ersten Ausbildungsfahrt unter der k.u.k. Handelsflagge aus nach Cádiz, um über Montevideo nach Newcastle in Australien zu fahren. Am 29. März 1914 trat die Beethoven mit 3.104 Tonnen Kohle von Newcastle aus die Fahrt nach Valparaíso an.
In Valparaiso kam die Beethoven mit dem Kommandanten Viktor Orschulek, seiner Frau, dem Ersten Offizier Giovanni Cosulich und zwei weiteren Offizieren, 12 Mann Besatzung und 19 Kadetten als Offiziersanwärtern zwischen 16 und 22 Jahren nie an. Man fand nie eine Spur des Schiffes oder einen Hinweis, wo es sank. Über die Gründe für das Sinken bleiben nur Vermutungen.

### Baron Gautsch
Am 13. August 1914 fuhr das dem Österreichischen Lloyd gehörende Dampfschiff Baron Gautsch, das nach dem österreichischen Ministerpräsidenten Paul Gautsch benannt worden war, trotz Information durch die Kriegsmarine und Warnsignalen eines Minenlegers auf der Fahrt von Veli Lošinj nach Triest in ein Minenfeld in der Nähe von Pola (kroat. Pula).
Berichten von überlebenden Passagieren zufolge kümmerte sich die Schiffsbesatzung in erster Linie um die eigene Rettung.
Aus Pola ausgelaufene Torpedoboote versuchten, die ins Meer gesprungenen Passagiere zu retten. Trotzdem kamen von den mehr als 300 Personen an Bord 147 – meist Frauen und Kinder – ums Leben.
Diese Katastrophe wurde aus Propagandagründen verheimlicht, zu einer gerichtlichen Klärung oder gar Entschädigung der Überlebenden beziehungsweise der Erben der Opfer kam es in den Wirren der Nachkriegszeit nie. Die geborgenen Opfer wurden auf dem Marinefriedhof von Pola neben Angehörigen der Kriegsmarine beigesetzt.
Informationen über die Baron Gautsch findet man fast ausschließlich im Zusammenhang mit Tauchausflügen, deren beliebtes Ziel das Wrack offensichtlich geworden ist.

### Linz
„Von der Titanic spricht die ganze Welt, uns hat man vergessen!“, meinte ein Überlebender der größten Schiffskatastrophe der österreichischen Handelsmarine. In der Nacht vom 18. auf den 19. März 1918 wurde der österreichische Lloyddampfer Linz, wie viele andere zivile Schiffe im Ersten Weltkrieg, von der k.u.k. Kriegsmarine requiriert und als Personentransporter für die Balkanarmee eingesetzt, bei Kap Rodon vor der Küste Albaniens bei einem feindlichen U-Boot Angriff durch einen Torpedo versenkt. Innerhalb von nur 25 Minuten versank der Dampfer, Heck voran in den Fluten. Von den geschätzten 3.000 Personen an Bord konnten nur 291 gerettet werden. Ältere Angaben nennen 663 Tote und eine unbekannte, geringe Anzahl von Überlebenden. Zu den Opfern zählten auch über 300 italienische Kriegsgefangene, die vom Kriegsgefangenenlager Ostffyasszonyfa in ein Arbeitslager nach Albanien verlegt werden sollten. Das lange als verschollen geglaubte Wrack der Linz wurde von einem Grazer Tauchlehrer nach jahrelanger und mühevoller Recherche in über 40 Metern Tiefe vor Kap Rodon gefunden. Die Geschichte dieses Schiffswracks wurde vom ORF in Zusammenarbeit mit dem Entdecker dokumentiert.

### Weitere
- 1897 stieß die aus Lindau auslaufende „Habsburg“ mit der „Stadt Lindau“ zusammen, welche sank und drei Passagiere in den Tod riss. Der schuldige österreichische Schiffskommandant wurde verurteilt, und Österreich musste 31.000 Mark Entschädigung an Bayern zahlen.
- Der 10. April 1917 brachte die größte Schiffskatastrophe der DDSG. Zwischen den Gemeinden Tétény und Tököl unterhalb von Budapest sank nach einer Kollision mit dem Schraubenschlepper Viktoria der Dampfer Zrínyi, wobei 163 Menschen den Tod fanden.
- Auf dem Achensee brach am Pfingstsonntag 1921 unter der großen Zahl Wartender der Landungssteg zusammen. Acht Todesopfer waren die Folge.
- Am 5. Juni 1933 brannte am Praterkai der Eildampfer Franz Schubert aus, und am 11. Juni 1936 kollidierte der Dampfer Wien mit der Reichsbrücke und sank.
- Am 22. Oktober 1996 kam es beim noch in Bau befindlichen Kraftwerk Freudenau zu einem schweren Schiffsunglück. Bei Hochwasser erreichte das slowakische Schubschiff „Ďumbier“ wegen der starken Strömung die Schleusenöffnung nicht und wurde durch eines der Wehrfelder gedrückt. Acht Matrosen kamen dabei ums Leben, nur einer konnte gerettet werden.

## Münzen
Thema der fünften Münze einer Serie von sechs 20-Euro-Silbermünzen der Münze Österreich, die „Österreich auf hoher See“ gewidmet ist, ist die „Österreichische Handelsmarine“.
Gezeigt wird einerseits das größte und schnellste Passagierschiff der Austro-Americana, die „Kaiser Franz Joseph I.“. Die Rückseite zeigt eine Ansicht von Triest aus der Luft sowie das Stadtwappen zur Zeit der Donaumonarchie.

## Briefmarken
- Donauschifffahrt: 100-Jahr-Jubiläum der österreichischen Donau-Dampfschifffahrt 1937 mit drei Marken (Schleppdampfer, Eilfrachtboot, Fahrgastschiff)
- Donauschifffahrt: 150-jähriges Bestehen der „Ersten Donau-Dampfschiffahrtsgesellschaft“ 1979 mit drei Marken (Dampfboot Franz I (erstes Schiff), Fahrgastschiff Theodor Körner, Schubschiff Linz)
- Achensee: Das hundertjährige Jubiläum der Achenseeschifffahrt 1987 war Anlass für eine 4-Schilling-Briefmarke der österreichischen Post.
- Traunsee: 150-jähriges Jubiläum der Traunseeschifffahrt 1989
- Schiffbau: 150-jähriges Jubiläum des modernen Binnenschiffsbaus in Österreich 1990 (Silhouette eines Raddampfers, davor modernes Fahrgastschiff)
- Bodensee: Am 30. Mai 2003 erschien eine von Adolf Tuma gestaltete 75-Cent-Briefmarke mit dem zwischen 1911 und 1913 erbauten und von 1984 bis 1990 restaurierten Schaufelraddampfer „Hohentwiel“. Die Höhe der Auflage richtet sich nach dem Bedarf.

## Film und Fernsehen

### Wörthersee
Immer wieder am Wörthersee gedrehte Unterhaltungsfilme und Fernsehserien mit der Wörtherseeflotte und den Bussen des Klagenfurter Reisebüros Springer brachten eine eigene Filmkategorie hervor: den Wörtherseefilm. Hierzu zählen unter anderem: Unsere tollen Tanten, Wenn die tollen Tanten kommen, Die tollen Tanten schlagen zu, Ein dicker Hund, Die Supernasen, Zwei Nasen tanken Super, Ein Schloß am Wörthersee, Hochwürden erbt das Paradies, Hochwürdens Ärger mit dem Paradies, Die Superbullen, Fröhliche Chaoten, Die Blaue Kanone, Zwei Väter einer Tochter, Alles Glück dieser Erde und Frechheit siegt.

### Donau
- Donauprinzessin: Der Kapitän des Donauschiffs „Donauprinzessin“ und die Eigentümerin eines Schlosshotels (Schloss Artstetten als Kulisse) waren die Hauptpersonen der Fernsehserie.
- SOKO Donau: Die in Wien beheimatete „Sonderkommission Donau“ ermittelt in einer Fernsehserie des ORF mit deutscher (Schauspieler-)Hilfe anstelle der Strompolizei.